# Aleksej Toroptsenko
Aleksej Leonidovitj Toroptsenko, ryska: Алексей Леонидович Торопченко, född 25 juni 1999, är en rysk professionell ishockeyforward som är kontrakterad till St. Louis Blues i National Hockey League (NHL) och spelar för Springfield Thunderbirds i American Hockey League (AHL).
Han har tidigare spelat för HC Red Star Kunlun i Kontinental Hockey League (KHL); San Antonio Rampage i AHL; Dynamo Balasjicha i Vyssjaja chokkejnaja liga (VHL); Guelph Storm i Ontario Hockey League (OHL) samt HK MVD i Molodjozjnaja chokkejnaja liga (MHL).
Toroptsenko draftades av St. Louis Blues i fjärde rundan i 2017 års draft som 113:e spelare totalt.
Han är son till ishockeybacken Leonid Toroptsenko som spelade i Sovjetunionen, USA och Ryssland under sin ishockeykarriär.

## Statistik
| 2015–2016  | HK MVD                   | MHL        | 21  | 1  | 2  | 3  | 2  | —  | —  | — | —  | —  |
| 2016–2017  | Dynamo Balasjicha        | VHL        | 1   | 0  | 0  | 0  | 0  | —  | —  | — | —  | —  |
|            | HK MVD                   | MHL        | 45  | 19 | 12 | 31 | 50 | —  | —  | — | —  | —  |
| 2017–2018  | Guelph Storm             | OHL        | 66  | 17 | 22 | 39 | 31 | 6  | 1  | 1 | 2  | 4  |
|            | San Antonio Rampage      | AHL        | 1   | 0  | 0  | 0  | 0  | —  | —  | — | —  | —  |
| 2018–2019  | Guelph Storm             | OHL        | 62  | 17 | 26 | 43 | 33 | 24 | 13 | 6 | 19 | 21 |
| 2019–2020  | San Antonio Rampage      | AHL        | 59  | 5  | 4  | 9  | 21 | —  | —  | — | —  | —  |
| 2020–2021  | HC Red Star Kunlun       | KHL        | 45  | 7  | 4  | 11 | 39 | —  | —  | — | —  | —  |
| 2021–2022  | St. Louis Blues          | NHL        | 1   | 0  | 0  | 0  | 0  | —  | —  | — | —  | —  |
|            | Springfield Thunderbirds | AHL        | 22  | 5  | 4  | 9  | 10 | —  | —  | — | —  | —  |
| NHL totalt | NHL totalt               | NHL totalt | 1   | 0  | 0  | 0  | 0  | —  | —  | — | —  | —  |
| AHL totalt | AHL totalt               | AHL totalt | 82  | 10 | 8  | 18 | 31 | —  | —  | — | —  | —  |
| OHL totalt | OHL totalt               | OHL totalt | 128 | 34 | 48 | 82 | 64 | 30 | 14 | 7 | 21 | 25 |
| MHL totalt | MHL totalt               | MHL totalt | 66  | 20 | 14 | 34 | 52 | —  | —  | — | —  | —  |

### Internationellt
| Källa: Uppdaterad: 2021-12-16 | Källa: Uppdaterad: 2021-12-16 | Källa: Uppdaterad: 2021-12-16 |         | Utv = Utvisningsminuter | Utv = Utvisningsminuter | Utv = Utvisningsminuter | Utv = Utvisningsminuter | Utv = Utvisningsminuter |
| År                            | Lag                           | Mästerskap                    | Matcher | Mål                     | Assists                 | Poäng                   | Utv                     |                         |
| ----------------------------- | ----------------------------- | ----------------------------- | ------- | ----------------------- | ----------------------- | ----------------------- | ----------------------- | ----------------------- |
| 2016                          | Ryssland                      | Ivan Hlinka                   | 5       | 0                       | 0                       | 0                       | 0                       |                         |
| 2017                          | Ryssland                      | U18                           | 7       | 0                       | 2                       | 2                       | 2                       |                         |
| Junior totalt                 | Junior totalt                 | Junior totalt                 | 12      | 0                       | 2                       | 2                       | 2                       |                         |